# Kryscina Cimanouská
Kryscina Cimanouská (* 19. listopadu 1996, Klimavičy, Bělorusko) je běloruská a polská sprinterka kritička režimu prezidenta Alexandra Lukašenka. V roce 2017 získala stříbrnou medaili v běhu na 100 metrů na Mistrovství Evropy v atletice do 23 let. V roce 2019 vyhrála zlatou medaili v běhu na 200 m na Letní světové univerziádě v Neapoli a stříbrnou medaili v týmové soutěži na Evropských hrách v témže roce.
Cimanouská se kvalifikovala jako reprezentantka Běloruska na Letní olympijské hry 2020 v běhu na 100 a 200 metrů. Během her 30. července 2021 obvinila funkcionáře Běloruského olympijského výboru, že ji bez jejího souhlasu nutili startovat ve štafetě na 4 × 400 metrů. Dne 1. srpna 2021 byla proti své vůli odvezena na tokijské letiště Haneda, kde odmítla nastoupit na let zpět do Běloruska. Nakonec jí byla poskytnuta policejní ochrana a Polsko jí udělilo humanitární vízum, na jehož základě později získala polské občanství.
V srpnu 2023 jí Světová komise pro posuzování státní příslušnosti v atletice prominula obvyklou tříletou čekací lhůtu pro změnu státní příslušnosti a umožnila jí závodit za Polsko.

## Dětství a mládí
Cimanouská se narodila ve východním Bělorusku ve městě Klimavičy. Jako dítě běhala pro zábavu, k závodní atletice se dostala poměrně pozdě. Když jí bylo asi 15 let, dostala nabídku od olympijského trenéra, aby se připojila k jeho akademii. Její rodiče se zpočátku obávali, mysleli si, že v atletické kariéře neuspěje. Přesvědčila je až sama Kryscina a její babička.

## LOH 2020
Cimanouská se kvalifikovala na své první letních olympijské hry v Tokiu v běhu na 100 a 200 metrů a reprezentovala Bělorusko. Dne 30. července 2021  skončila v rozběhu prvního kola závodu na 100 m na 4. místě s časem 11,47. Před závodem na 200 m ji představitelé Běloruského olympijského výboru (NOC RB) ze soutěže stáhli.

### Pokus o repatriaci a získání azylu
Cimanouská obvinila zástupce běloruského olympijského výboru, že se ji pokusili donutit k návratu do Běloruska. Výbor vedl syn běloruského prezidenta Viktor Lukašenko. V pondělí 2. srpna 2021 měla atletka závodit v běhu na 200 metrů, ale běloruský tým ji den předtím odvezl na letiště u Tokia. Cimanouská uvedla, že byla z olympijského týmu vyhozena po stížnostech na trenéry, kteří ji bez jejího souhlasu zařadili do štafety 4×400 m, ve které nikdy nesoutěžila . Zástupci Běloruska tvrdili, že Cimanouská byla z národního týmu vyřazena kvůli svému psychickému stavu. Ona však uvedla, že žádnými psychickými problémy netrpí.

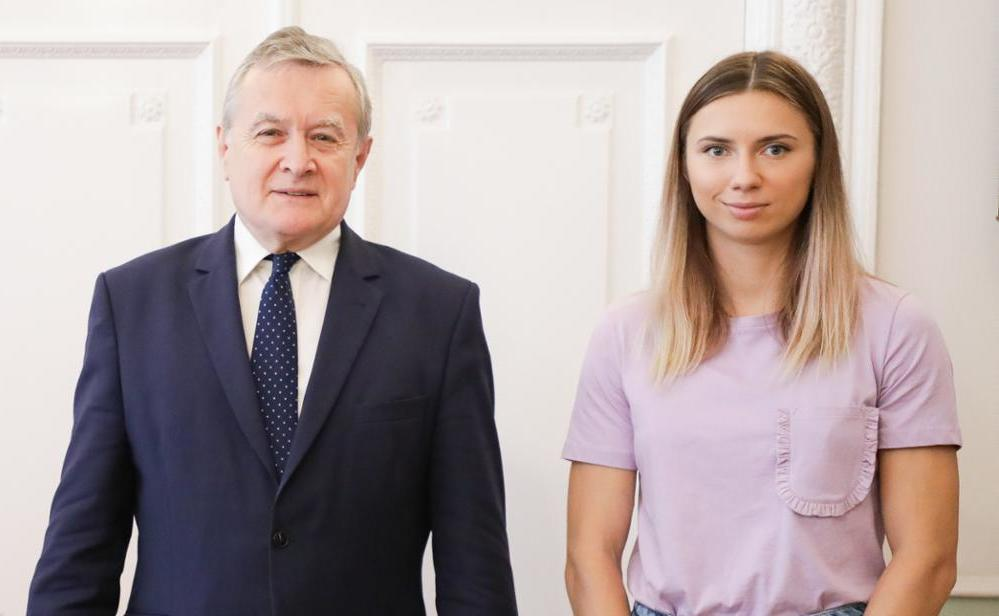
Kryscina Cimanouská a Piotr Gliński v srpnu 2021

Z letiště Cimanouská kontaktovala místní japonskou policii. Do letadla mířícího do tureckého Istanbulu tak nenastoupila. Na letiště později přijeli i zástupci japonského ministerstva zahraničí a atletka byla převezena na bezpečné místo. Noc strávila v hotelu na letišti pod dohledem japonské policie.
Pomoc Cimanouské nabídli polští i čeští politici. Ministr zahraničí Jakub Kulhánek označil situaci za skandální. Česká republika nabídla běžkyni vízum ke vstupu na české území, aby se vyhnula nucenému návratu do vlasti. Dne 2. srpna Cimanouská získala polské humanitární vízum a o dva dny později přiletěla do Varšavy. Polské humanitární vízum obdržel i její manžel, který také uprchl z Běloruska, ale ostatní příbuzní zůstávají v Bělorusku.
Situaci prověřoval Mezinárodní olympijský výbor, který běloruský olympijský výbor požádal o vysvětlení. Předseda MOV Thomas Bach a japonské ministerstvo zahraničí vydali 6. srpna prohlášení, v němž označili události, které se staly Cimanouské, za „politováníhodné“ a „nespravedlivé“.
Cimanouská získala koncem června 2022 polské občanství.